# Peptidiltransferasi
La peptidiltransferasi è una transferasi che catalizza la seguente reazione:
peptidil-tRNA1 + aminoacil-tRNA2 = tRNA1 + peptidil(-aminoacil)-tRNA2
L'attività peptidil-transferasica non è mediata da alcuna proteina ribosomale, ma dalla subunità maggiore del ribosoma (rispettivamente l'rRNA 23S nei procarioti e 28S negli eucarioti); la peptidil-transferasi è quindi un ribozima. L'attività peptidil-tranferasica portata a termine dal ribosoma costituisce il cuore della sintesi proteica. Il cloramfenicolo, antibiotico in grado di legare i residui A2451 e A2452 nella subunità 23S, è in grado di bloccare l'attività enzimatica dell'intero ribosoma.
La capacità dell'rRNA di operare la sintesi proteica è una prova a favore dell'ipotesi del mondo a RNA.